# Милан Коприваров
Милан Димчов Коприваров е бивш български футболист, юноша на Левски София. Пробива своя път към професионалния футбол от школата на „Герена“, където изиграва 49 мача, включително в групите на Шампионската лига.
Роден е на 20 юли 1983 г. в Ихтиман.

## Кариера
Юноша на „Левски“, играе като ляво крило или нападател. През 2003 и 2004 г. играе като преотстъпен в Родопа (Смолян). Бележи гол срещу „Левски“ през пролетта на 2004, когато „сините“ сензационно губят от смолянския тим с 2:1. От сезон 2004/05 отново е в „Левски“. Шампион на България през 2006, носител на купата на страната и вицешампион през 2005 г. В евротурнирите за Левски е изиграл 18 мача и е вкарал 1 гол (6 мача в КЕШ и 12 мача с 1 гол за купата на УЕФА). Той отбеляза победния гол, с който „Левски“ елиминира френския Оксер, за да влезе в груповата фаза на турнира за купата на УЕФА.
През 2008 преминава в Славия. Изиграва 17 мача и вкарва 1 попадение, но многото контузии му пречат да се наложи. През 2010 отива в Локомотив Мездра под наем заедно със съотборниците си Йордан Господинов и Мартин Кавдански.
След края на наема Копи разтрогва със Славия и отива да играе в Австрия. Там той се подвизава с екипа на аматьорския ФК Велс.
През 2018 г. се завръща в България с екипа на Левски-Раковски. След края на кариерата си е треньор и в академията на клуба.